# Hyloscirtus larinopygion
Hyloscirtus larinopygion är en groddjursart som först beskrevs av William Edward Duellman 1973.  Hyloscirtus larinopygion ingår i släktet Hyloscirtus och familjen lövgrodor. IUCN kategoriserar arten globalt som nära hotad. Inga underarter finns listade i Catalogue of Life.